# Tetraponera flexuosa
Tetraponera flexuosa is een mierensoort uit de onderfamilie van de Pseudomyrmecinae. De wetenschappelijke naam van de soort is voor het eerst geldig gepubliceerd in 1911 door Santschi.